# Дель Карретто, Франческо Антонио
Франческо Антонио дель Карретто (итал. Francesco Antonio del Carretto, нем. Franz Anton del Carretto; 1 марта 1593, Мантуя — 9 ноября 1651, Мадрид), титулярный маркграф Савоны, маркиз Граны, граф ди Миллезимо — имперский военачальник, генерал-фельдмаршал Священной Римской империи, участник Тридцатилетней войны.

## Биография
Сын Просперо дель Карретто, маркиза Граны, и Инес де Арготе.
В 1622 году стал камергером императора Фердинанда II.
Воевал в Германии под командованием Валленштейна и Пикколомини, и прославился, как один из самых алчных и жестоких полководцев Тридцатилетней войны.
20 сентября 1632 года захватил Байрейт, разграбил его, опустошил округу и взял заложников для обеспечения выплаты контрибуции. 1 октября такая же участь постигла Кульмбах, после чего Грана присоединился к армии Валленштейна. Генералиссимус, которому постоянно жаловались на грабежи и насилия маркиза, отстранил его от командования и хотел назначить начальником гарнизона в крепости Рааб на турецкой границе, но ему возразили, что для этого у Граны недостаточно опыта. Вступив в конфликт с Валленштейном, маркиз примкнул к противникам командующего при дворе, и еще до убийства Валленштейна ездил по Богемии, выясняя, какие владения можно конфисковать у него и его сторонников.
В 1634 году Грана, произведенный 2 февраля в генерал-фельдцейхмейстеры, участвовал в битве при Нёрдлингене. В середине июня 1635 года маркиз с 16 полками вторгся во владения маркграфа Кристиана Бранденбург-Кульмбахского, чтобы заставить того присоединиться к Пражскому миру. После того, как Кристиан подчинился, Грана увёл свои войска во Франконию. Затем действовал на Рейне против войск Бернхарда Веймарского и кардинала Лавалетта. В последующие годы принимал участие в операциях в Вестфалии, Саксонии, Гессене. Несмотря на плохую репутацию, благодаря связям при дворе быстро продвигался по службе. 2 апреля 1637 года стал военным советником Фердинанда III, а 21 июня 1639 был произведён в генерал-фельдмаршалы.
В начале 1641 года назначен послом в Испании. Занимался координированием действий испанских и имперских войск, и добивался от испанского двора выделения военных субсидий. В Мадриде был связан с семьей Луиса де Аро, что, возможно, повлияло на организацию заговора, результатом которого стала отставка графа-герцога Оливареса.
В 1644 году был пожалован Филиппом IV в рыцари ордена Золотого руна.
Умер в Мадриде 9 ноября 1651 года и был погребён в церкви босых кармелитов.

## Семья
1-я жена (1615, брак аннулирован в 1629): графиня Маргарета Мария Йозефа Фуггер фон Нордендорф (3.04.1592—1652), дочь графа Георга Фуггера фон Нордендорфа и Елены Мадруццо
Дети:
- Элеонора Мария дель Карретто (р. 1616). Муж: Антонио Себастьян Альварес де Толедо (1622—1715), 2-й маркиз де Мансера, вице-король Новой Испании
- Фердинандо дель Карретто (1617—1651), маркиз ди Грана
- Мария Агнеса дель Карретто (р. 1620)
- Леопольдо дель Карретто (1623—1648), капитан императорской гвардии, погиб в Нидерландах

2-я жена: баронесса Анна Ойсебия Тойфель фон Гунтерсдорф (3.12.1613, Вена — 07.1644, Мадрид), придворная дама императрицы, дочь Георга Тойфеля фон Гунтерсдорфа, штатгальтера Нижней Австрии
Дети:
- Рената Клара дель Карретто (р. 1630)
- Анна Виттория Катерина (р. 1635)
- Оттоне Энрико дель Карретто (5.04.1639—15.06.1685), маркиз ди Грана